# Аномальный эффект Холла
Аномальный эффект Холла (АЭХ) — появление напряжения (электрического поля) в образце перпендикулярного направлению пропускаемого через образец тока, наблюдающееся в отсутствие приложенного постоянного магнитного поля, то есть явление полностью аналогичное эффекту Холла, но наблюдающееся без внешнего постоянного магнитного поля. Используется для изучения электрических и магнитных свойств проводников.
Необходимым условием для наблюдения аномального эффекта Холла является нарушение инвариантности по отношению к обращению времени в системе. Например, аномальный эффект Холла может наблюдаться в образцах с намагниченностью.